# I-4 (tàu ngầm Nhật)
I-4 là một tàu ngầm tuần dương lớp Junsen 1 (巡潜一型) bao gồm bốn chiếc có trọng lượng choán nước lên đến 2.135 tấn, được Hải quân Đế quốc Nhật Bản chế tạo trong giai đoạn sau Chiến tranh Thế giới thứ nhất. Nhập biên chế vào năm 1929, nó đã phục vụ trong cuộc Chiến tranh Trung-Nhật và Chiến tranh Thế giới thứ hai. Con tàu đã hỗ trợ cho cuộc tấn công Trân Châu Cảng, càn quét tàu bè tại Ấn Độ Dương, và tham gia các chiến dịch quần đảo Aleut, Guadalcanal và New Guinea trước khi bị tàu ngầm Hoa Kỳ USS Seadragon đánh chìm gần đảo New Ireland vào ngày 21 tháng 12, 1942.

## Thiết kế và chế tạo

### Thiết kế
Junsen 1 (J1) là một lớp tàu ngầm tuần dương vốn được thiết kế chịu ảnh hưởng bởi chiếc SM U-142 thời Thế Chiến I của Đế quốc Đức. Chúng có trọng lượng choán nước 2.169 tấn (2.135 tấn Anh) khi nổi và 2.836 tấn (2.791 tấn Anh) khi lặn, lườn tàu có chiều dài 97,5 m (319 ft 11 in), mạn tàu rộng 9,22 m (30 ft 3 in) và mớn nước sâu 4,94 m (16 ft 2 in). Con tàu có thể lặn sâu 80 m (262 ft) và có một thủy thủ đoàn đầy đủ bao gồm 68 sĩ quan và thủy thủ.
Chiếc tàu ngầm trang bị hai động cơ diesel MAN 10-xy lanh bốn thì công suất 6.000 mã lực phanh (4.474 kW), mỗi chiếc vận hành một trục chân vịt. Khi lặn, mỗi trục được vận hành bởi một động cơ điện 1.300 mã lực (969 kW). Con tàu có thể đạt tốc độ tối đa 18 hải lý trên giờ (33 km/h; 21 mph) khi nổi và 8 hải lý trên giờ (15 km/h; 9,2 mph) khi lặn. Khi Junsen 1 di chuyển trên mặt nước nó đạt tầm xa hoạt động 24.400 hải lý (45.200 km; 28.100 mi) ở tốc độ 10 hải lý trên giờ (19 km/h; 12 mph), và có thể lặn xa 60 nmi (110 km; 69 mi) ở tốc độ 3 hải lý trên giờ (5,6 km/h; 3,5 mph).
Lớp Junsen I có sáu ống phóng ngư lôi 53,3 cm (21,0 in), gồm bốn ống bố trí trước mũi và hai ống phía đuôi, và mang theo tổng cộng 20 quả ngư lôi Kiểu 95. Vũ khí trên boong tàu bao gồm hai khẩu hải pháo 14 cm (5,5 in), được bố trí phía trước và phía sau cầu tàu.

### Chế tạo
I-4 được đặt lườn như là chiếc Tàu ngầm tuần dương số 61 tại xưởng tàu của hãng Kawasaki tại Kobe vào ngày 17 tháng 4, 1926. Nó được hạ thủy vào ngày 22 tháng 5, 1928, rồi được đổi tên thành I-4 vào ngày 12 tháng 4, 1929. Con tàu hoàn tất và nhập biên chế vào ngày 24 tháng 12, 1929.

## Lịch sử hoạt động

### 1929 - 1936
Vào lúc nhập biên chế, I-4 được điều về Quân khu Hải quân Yokosuka, và được phân về Đội tàu ngầm 7. Đơn vị này có thể đang phối thuộc cùng Đội phòng vệ Yokosuka trực thuộc Quân khu Hải quân Yokosuka, hoặc thuộc Hải đội Tàu ngầm 2 trực thuộc Đệ Nhị hạm đội, trong thành phần Hạm đội Liên hợp. Khi Đội tàu ngầm 8 được thành lập vào ngày 1 tháng 8, 1930, nó cùng tàu chị em I-3 được đưa về đơn vị mới này. Đến ngày 1 tháng 12, 1930, Đội tàu ngầm 8 bắt đầu phục vụ cùng Hải đội Tàu ngầm 1 trực thuộc Đệ Nhất hạm đội thuộc thành phần Hạm đội Liên hợp. Vào ngày 1 tháng 10, 1931, Đội tàu ngầm 8 được điều về Đội phòng vệ Yokosuka trực thuộc Quân khu Hải quân Yokosuka, nhưng lại được điều trở lại Hải đội Tàu ngầm 1 trực thuộc Đệ Nhất hạm đội vào ngày 1 tháng 12, 1931.
Vào ngày 14 tháng 6, 1932, I-4 đang hoạt động ngoài khơi Kyushu gần Mishima, cùng một nhóm tàu ngầm thực hành tấn công giả lập vào các thiết giáp hạm. Nó bất ngờ trồi lên mặt nước ngay trước mặt thiết giáp hạm Hyūga, lúc đó đang di chuyển với tốc độ 12 kn (22 km/h). Hyūga buộc phải bẻ lái và cơ động hết mức để né tránh, tránh được cú va chạm trực tiếp, nhưng vẫn bị hư hại nhẹ lớp vỏ lườn tàu khi mũi tàu sượt qua I-4. Đến ngày 1 tháng 10, 1932, Đội tàu ngầm 8 được điều động về Đội phòng vệ Yokosuka trực thuộc Quân khu Hải quân Yokosuka, nhưng đến ngày 15 tháng 11, 1933 được điều từ trở lại Hải đội Tàu ngầm 1 trực thuộc Đệ Nhất hạm đội.
Vào ngày 29 tháng 3, 1935 I-4 khởi hành từ Sasebo, để cùng các đồng đội thuộc Hải đội Tàu ngầm 1, bao gồm I-5 và I-6 cùng thuộc Đội tàu ngầm 8, cùng I-1, I-2 và I-3 thuộc Đội tàu ngầm 7, thực hiện một chuyến đi huấn luyện tại vùng biển Trung Quốc. Chúng kết thúc chuyến đi huấn luyện khi về đến Sasebo vào ngày 4 tháng 4, 1935. Đến ngày 15 tháng 11, 1935, Đội tàu ngầm 8 được điều về Hải đội Phòng vệ Yokosuka trực thuộc Quân khu Hải quân Yokosuka, và I-4 được cho xuất biên chế và đưa về thành phần dự bị cùng ngày hôm đó.  Đội tàu ngầm 8 quay trở lại phục vụ cùng Hải đội Tàu ngầm 1 trực thuộc Đệ Nhất hạm đội vào ngày 1 tháng 12, 1936. Vào ngày 27 tháng 3, 1937, I-4 rời Sasebo để cùng các chiếc I-1, I-2, I-3, I-5 và I-6 hoạt động huấn luyện tại khu vực Thanh Đảo, Trung Quốc. Chúng kết thúc đợt huấn luyện khi về đến vịnh Ariake vào ngày 6 tháng 4, 1937.

### Chiến tranh Trung-Nhật
Chiến tranh Trung-Nhật bùng nổ sau khi xảy ra sự kiện Lư Câu Kiều (cầu Marco Polo) vào ngày 7 tháng 7, 1937. Đến tháng 9, 1937, Hải đội Tàu ngầm 1 được điều sang Đệ Tam hạm đội và phối thuộc cùng Hạm đội khu vực Trung Quốc để hoạt động tại vùng biển Trung Quốc. Hải đội, bao gồm các tàu I-1, I-2, I-3, I-4, I-5 và I-6, đã được phái đến căn cứ tại Hong Kong cùng với các tàu tiếp liệu tàu ngầm Chōgei và Taigei vào tháng 9, 1937. Từ căn cứ này, các tàu ngầm tham gia phong tỏa Trung Quốc và tuần tra dọc bờ biển phía Đông và phía Nam Trung Quốc.
Từ ngày 20 hoặc 21 tháng 8Hackett, Bob; Kingsepp, Sander (2013). "IJN Submarine I-2: Tabular Record of Movement". combinedfleet.com. Truy cập ngày 8 tháng 4 năm 2024.</ref> đến ngày 23 tháng 8, 1937, cả sáu chiếc tàu ngầm thuộc Hải đội Tàu ngầm 1 đã hoạt động trong biển Hoa Đông như lực lượng bảo vệ từ xa cho các thiết giáp hạm Nagato, Mutsu, Haruna và Kirishima cùng tàu tuần dương hạng nhẹ Isuzu làm nhiệm vụ vận chuyển binh lính từ Tadotsu, Shikoku đến Thượng Hải, Trung Quốc. Hải đội Tàu ngầm 1 đặt căn cứ tại Hong Kong cho đến mùa Thu năm 1938. Trong một nỗ lực nhằm giảm căng thẳng trong quan hệ quốc tế do cuộc xung đột với Trung Quốc, Nhật Bản cho rút lực lượng tàu ngầm của họ khỏi vùng biển Trung Quốc từ tháng 12, 1938.

### 1938–1941
Đội tàu ngầm 8 được đưa về Thành phần Dự bị 3 tại Quân khu Hải quân Yokosuka từ ngày 15 tháng 11, 1939. Từ ngày 15 tháng 11, 1940, đơn vị này được phối thuộc cùng Hải đội Tàu ngầm 2 trực thuộc Đệ Lục hạm đội, thuộc thành phần Hạm đội Liên hợp. Đến ngày 7 tháng 1, 1941, I-4 được đặt làm soái hạm của Đội tàu ngầm 8; nó tạm thời được đưa về thành phần dự bị từ ngày 19 đến ngày 31 tháng 10, 1941. Đến ngày 10 tháng 11, biên chế của Đội tàu ngầm 8 bao gồm I-4, I-5, I-6 và I-7 (soái hạm).
Vào ngày 10 tháng 11, bên trên soái hạm Katori, Phó đô đốc Shimizu Mitsumi, Tư lệnh Đệ Lục hạm đội, công bố Kế hoạch Z, là kế hoạch tấn công căn cứ Trân Châu Cảng của Hải quân Hoa Kỳ, mở màn cho cuộc xung đột tại Thái Bình Dương. Khi lực lượng Hải quân Nhật Bản bắt đầu được huy động cho chiến dịch, I-4 cùng với phần còn lại của Hải đội Tàu ngầm 2 đã xuất phát từ Yokosuka vào ngày 16 tháng 11 để hướng sang khu vực quần đảo Hawaii. Trên đường đi vào ngày 2 tháng 12, nó nhận được thông điệp từ Hạm đội Liên hợp: "Leo núi Niitaka 1208" (tiếng Nhật: Niitakayama nobore 1208), là mật lệnh cho biết chiến sự với Khối Đồng Minh sẽ bắt đầu vào ngày 8 tháng 12 (theo giờ Nhật Bản, tức ngày 7 tháng 12 tại Hawaii bên kia đường đổi ngày).

#### Chuyến tuần tra thứ nhất - Trận Trân Châu Cảng
Vào ngày 7 tháng 12, Hải đội Tàu ngầm 2 được bố trí trên một tuyến tuần tra trải rộng từ phía Tây Bắc sang phía Đông Bắc Oahu, và I-4 hoạt động cạnh khu vực tuần tra của I-6. Họ được lệnh tấn công mọi tàu bè xuất phát từ Trân Châu Cảng trong và sau cuộc tấn công, vốn được lên kế hoạch vào sáng ngày hôm đó. Đến khoảng 03 giờ 55 phút ngày 14 tháng 12, ở vị trí 29 nmi (54 km) về phía Đông Bắc Makapuʻu Point, Oahu, I-4 phóng ngư lôi tấn công chiếc tàu buôn Na Uy Hųegh Merchant (4.858 tấn), vốn đang trong hành trình từ San Francisco, California đến Manila, Philippines, và đang chuyển hướng đến Honolulu, Hawaii sau khi xung đột bùng phát. Hųegh Merchant bốc cháy và đắm sau khi trúng hai quả ngư lôi lúc 05 giờ 33 phút; hành khách và thủy thủ đoàn được tàu quét mìn USS Trever (DMS-16) cứu vớt.

### 1942
Vào ngày 9 tháng 1, 1942, I-4 được lệnh rời khu vực tuần tra để truy tìm tàu sân bay Hoa Kỳ USS Lexington, vốn bị tàu ngầm I-18 phát hiện ở vị trí 270 nmi (500 km) về phía Đông Bắc đảo Johnston, tuy nhiên I-4 đã không tìm thấy mục tiêu. Nó về đến Kwajalein vào ngày 22 tháng 1, rồi lại lên đường hai ngày sau đó để quay trở về Nhật Bản, đi đến Yokosuka vào ngày 2 tháng 2.

#### Chuyến tuần tra thứ hai
Đang khi I-4 ở lại Yokosuka, Hải đội Tàu ngầm 2 được điều động tham gia Chiến dịch Đông Ấn thuộc Hà Lan trong thành phần Lực lượng Khu vực Đông Nam vào ngày 8 tháng 2. I-4 khởi hành từ Yokosuka vào ngày 12 tháng 2 để hướng sang Palau, đến nơi vào ngày 16 tháng 2. Nó khởi hành vào ngày hôm sau, tiếp tục hành trình đi sang Đông Ấn thuộc Hà Lan. Sau chặng dừng tại vịnh Staring về phía Đông Nam Kendari, Celebes (nay là Sulawesi) vào ngày 22 tháng 2, nó xuất phát lúc chiều tối ngày hôm đó cho chuyến tuần tra thứ hai trong chiến tranh tại Ấn Độ Dương về phía Nam đảo Java.
Lúc khoảng 16 giờ 15 phút ngày 28 tháng 2, trong Ấn Độ Dương về phía Tây Nam Bali, I-4 đã phóng ngư lôi đánh chìm một tàu buôn Đồng Minh không rõ nhận dạng, mà một số nguồn cho là chiếc tàu Hà Lan Ban Ho Guan (1.693 tấn). Đến ngày 3 tháng 3, chiếc tàu ngầm bắn phá quần đảo Cocos thuộc Australia, trước khi kết thúc chuyến tuần tra và đi đến cảng Penang tại Malaya bị chiếm đóng vào ngày 8 tháng 3.

#### Chuyến tuần tra thứ ba - Không kích Ấn Độ Dương
Vào ngày 15 tháng 3, Bộ chỉ huy Hạm đội Liên hợp ra lệnh cho Hải đội Tàu ngầm 2, ngoại trừ chiếc I-1, hoạt động trinh sát dọc bờ biển Ceylon (nay là Sri Lanka) và phía Tây Ấn Độ, nhằm chuẩn bị cho Chiến dịch C, cuộc đột kích Ấn Độ Dương do các tàu sân bay thuộc Lực lượng Cơ động của Hạm đội Liên hợp thực hiện. Vì vậy I-4 rời Penang vào ngày 28 tháng 3 với Tư lệnh Đội tàu ngầm 8 trên tàu để trinh sát vùng biển Ấn Độ Dương ngoài khơi Maliku Kandu và Colombo, Ceylon.
Vào ngày 6 tháng 4, máy bay từ tàu sân bay thuộc Lực lượng Cơ động đã tiến hành không kích Colombo. Vào đúng ngày này, ở vị trí ngoài khơi Maliku Kandu lúc khoảng 15 giờ 55 phút, I-4 đã phóng hai quả ngư lôi tấn công chiếc tàu buôn Hoa Kỳ Washingtonian (6.617 tấn), vốn đang trong hành trình từ Suez, Ai Cập đến Colombo. Cả hai quả đều trúng đích, khiến Washingtonian đắm sau khi thủy thủ bỏ tàu lúc 16 giờ 05 phút. Đến ngày 10 tháng 4, lúc 01 giờ 00, I-4 trồi lên mặt nước ngoài khơi Colombo tại tọa độ 07°B 79°Đ / 7°B 79°Đ để tấn công bằng hải pháo một thuyền buồm Maldives, gây hư hại nặng cho mục tiêu. Nó kết thúc chuyến tuần tra và về đến Singapore vào ngày 16 tháng 4, rồi lại lên đường vào ngày 21 tháng 4 để quay trở về Nhật Bản, về đến Yokosuka vào ngày 1 tháng 5.

#### Chuyến tuần tra thứ tư - Chiến dịch quần đảo Aleut
Trong khi I-4 được đại tu tại Yokosuka, Chiến dịch quần đảo Aleut bắt đầu vào ngày 3 tháng 6 với cuộc không kích của Nhật Bản xuống Dutch Harbor, Alaska, và tiếp nối bởi việc chiếm đóng các đảo Attu vào ngày 5 tháng 6 và Kiska vào ngày 7 tháng 6 mà không bị kháng cự. Đến ngày 10 tháng 6, các tàu ngầm I-1, I-2, I-3, I-4, I-5, I-6 và I-7 được điều động sang Lực lượng phía Bắc để hoạt động tại vùng biển quần đảo Aleut. Sang ngày hôm sau, cùng với I-1, I-2, I-3 và I-7, I-4 lên đường cho chuyến tuần tra thứ tư tại khu vực Bắc Thái Bình Dương. Đến ngày 20 tháng 6, I-1, I-2 và I-4 tham gia tuyến tuần tra K giữa 48°B 178°T / 48°B 178°T và 50°B 178°T / 50°B 178°T, và ở lại khu vực tuần tra cho đến ngày 3 tháng 7. Đến ngày 20 tháng 7, I-4 được điều động trở lại Lực lượng Tiền Phương, nên đã lên đường quay trở về Nhật Bản, về đến Yokosuka vào ngày 1 tháng 8, nơi nó được sửa chữa.

#### Chuyến tuần tra thứ năm - Chiến dịch Guadalcanal
Trong khi I-4 ở lại xưởng tàu Yokosuka, Chiến dịch Guadalcanal bắt đầu vào ngày 7 tháng 8, khi lực lượng Thủy quân Lục chiến Hoa Kỳ đổ bộ lên Guadalcanal, Tulagi, đảo Florida, Gavutu và Tanambogo ở phía Đông Nam quần đảo Solomon. Vào ngày 20 tháng 8, Đội tàu ngầm 8 được giải thể, và I-4 được điều sang Đội tàu ngầm 7 để hoạt động tại khu vực Guadalcanal. I-4 rời Yokosuka vào ngày 8 tháng 9, cùng với I-1, I-2, I-3 và I-5 ghé đến căn cứ Truk tại quần đảo Caroline, ở lại đây từ ngày 15 đến ngày 19 tháng 9, trước khi bắt đầu chuyến tuần tra thứ năm tại vùng biển phía Nam đảo San Cristóbal.
Vào ngày 29 tháng 9, đang khi đi trên mặt nước ở vị trí 12 nmi (22 km) về phía Tây Nam mũi Sidney, San Cristóbal, I-4 phát hiện tàu chở hàng Hải quân Hoa Kỳ USS Alhena (AK-26) (7.447 tấn) lúc 23 giờ 00, và được tàu khu trục USS Monssen hộ tống. I-4 tiếp cận mục tiêu cho đến 23 giờ 51, khi nó phóng hai quả ngư lôi tấn công Alhena, với một quả trúng đích và quả kia không kích nổ, khiến Alhena chết đứng tại tọa độ 10°47′N 161°16′Đ / 10,783°N 161,267°Đ và bị nghiêng 10 độ. Cho rằng đã kết liễu được mục tiêu, I-4 lặn xuống độ sâu 165 ft (50 m) và rời khỏi khu vực với tốc độ 3 kn (5,6 km/h), thoát khỏi sự truy tìm của Monssen. I-4 được ghi công đã đánh chìm một tàu chở hàng 7.000 tấn, nhưng thực ra Alhena chỉ bị hư hại với sáu thủy thủ và 24 binh lính thiệt mạng hay mất tích trong vụ tấn công này.
Đến ngày 5 tháng 10, I-4 được điều về Đơn vị Tuần tra "A", rồi đến ngày 10 tháng 10, nó cùng I-7 được điều động trực thuộc Lực lượng Tiền Phương, và được lệnh rời khu vực tuần tra để chuẩn bị tham gia một đợt đột kích bằng tàu ngầm tại vùng biển Espiritu Santo. Tuy nhiên kế hoạch đột kích bị hủy bỏ, và I-4 được điều trở lại Đơn vị Tuần tra "A" vào ngày 13 tháng 10. Sang ngày hôm sau, nó được lệnh bắn phá sân bay tại Espiritu Santo, nhưng tầm nhìn kém đã khiến chiếc tàu ngầm không tìm thấy mục tiêu. Đến ngày 16 tháng 10, nó tuần tra tại vùng biển giữa quần đảo Solomon và New Hebrides. Con tàu đang ở vị trí 100 nmi (190 km) về phía Tây Espiritu Santo vào ngày 25 tháng 10, khi nó phát hiện một thiết giáp hạm, có thể là chiếc USS Washington, được hai tàu khu trục hộ tống đang hướng sang phía Tây. Nó mất dấu mục tiêu trong một cơn mưa giông nên không thể tấn công, và quay trở về Truk vào ngày 3 tháng 11.
Tại căn cứ Truk, I-4 trải qua đợt cải tạo từ ngày 4 đến ngày 16 tháng 11, được tháo dỡ khẩu hải pháo 14-cm trên boong phía sau tàu, và lắp đặt bộ gá để mang theo một xuồng đổ bộ kín nước dài 46 ft (14 m) lớp Daihatsu phía sau tháp chỉ huy, để có thể thả hàng tiếp liệu dọc bờ biển quần đảo Solomon. I-4 được điều về Đơn vị Tuần tra "B" vào ngày 15 tháng 11, và đảm nhận nhiệm vụ được Hạm đội Liên hợp chỉ thị nhằm tiếp tế cho Tập đoàn quân 17 đang cầm cự tại Guadalcanal.
I-4 khởi hành từ Truk vào ngày 20 tháng 11 để đi sang Rabaul trên đảo New Britain thuộc quần đảo Bismarck. Nó dừng tại căn cứ này từ ngày 23 đến ngày 25 tháng 11, nhận lên tàu một xuồng Daihatsu, rồi lên đường để hướng sang quần đảo Shortland. Sau khi đến nơi vào ngày 26 tháng 11, nó lên đường hai ngày sau đó với 20 tấn thực phẩm và thuốc men cho chuyến đi tiếp liệu đầu tiên sang Guadalcanal, đi đến ngoài khơi vịnh Kamimbo tại bờ biển Tây Bắc Guadalcanal vào ngày 30 tháng 11. Nó nhanh chóng cho đổ bộ chiếc xuồng Daihatsu rồi lên đường quay trở về Rabaul, đến nơi vào ngày 3 tháng 12. I-4 lại bắt đầu một chuyến đi tiếp liệu khác sang Guadalcanal vào ngày 5 tháng 12, vận chuyển 20 tấn thực phẩm và thuốc men, và cho đổ bộ lên vịnh Kamimbo vào ngày 8 tháng 12. Nó ghé lại Shortland từ ngày 10 đến ngày 12 tháng 12 trong chặng quay trở về, và về đến Rabaul vào ngày 14 tháng 12.

#### Chiến dịch New Guinea
Vào ngày 16 tháng 12, I-4 khởi hành từ Rabaul cho một chuyến đi tiếp liệu khẩn cấp đến Buna, New Guinea, nhằm hỗ trợ cho lực lượng Nhật Bản đang tham gia Chiến dịch New Guinea. Nó đi đến ngoài khơi cửa sông Mambare trên bờ biển Đông Bắc New Guinea lúc 22 giờ 15 phút ngày 18 tháng 12, nhưng lúc đang đi trên mặt nước, nó bị các tàu tuần tra phóng lôi PT-121 và PT-122 phát hiện. Những chiếc PT boat đã phóng hai quả ngư lôi tấn công, tất cả đều bị trượt, nhưng cũng đủ để buộc chiếc tàu ngầm phải lặn xuống rút lui. Nó quay trở lại khu vực vài giờ sau đó, nhưng không thể liên lạc được với lực lượng đồn trú trên bờ. Hạm trưởng I-4 gửi một bức điện về căn cứ, cho biết ông quyết định hủy bỏ chuyến đi tiếp liệu và quay trở lại Rabaul.

#### Bị mất
Tàu ngầm Hoa Kỳ USS Seadragon (SS-194), được báo trước nhờ việc giải mã thông tin vô tuyến chặn được từ phía Nhật Bản, đã phát hiện I-4 tại lối ra vào phía Nam của eo biển St. George's ngoài khơi đảo New Ireland, lúc 06 giờ 21 phút ngày 21 tháng 12. Vào lúc này I-4 đang đi trên mặt nước hướng lên phía Bắc với tốc độ 14 kn (26 km/h), còn cách Rabaul 20 nmi (37 km). Đến 06 giờ 37 phút, Seadragon phóng bốn quả ngư lôi Mark 10 tấn công từ khoảng cách 850 yd (780 m). I-4 rõ ràng đã phát hiện các quả ngư lôi đang tiến đến, nên đã cố gắng bẻ lái né tránh. Hai quả ngư lôi đầu tiên trượt mục tiêu và kích nổ sớm, nhưng quả ngư lôi thứ ba đã trúng đích phía sau tàu, nổ tung và gây ra một đám cháy. Mũi của I-4 nhô lên gần như thẳng đứng khi nó đắm tại tọa độ 05°02′N 152°33′Đ / 5,033°N 152,55°Đ. Toàn bộ 90 thành viên thủy thủ đoàn trên tàu đều tử trận.
Đến ngày 5 tháng 1, 1943, Hải quân Nhật Bản chính thức công bố I-4 có thể đã bị mất với toàn bộ thủy thủ đoàn tại khu vực Rabaul. Tên nó được rút khỏi đăng bạ hải quân vào ngày 1 tháng 3, 1943.